# Mary Breen
Mary Patricia Breen ('* 3. Januar 1933; † 1. Oktober 1977) war eine australische Kugelstoßerin und Diskuswerferin.
1956 schied Mary Breen bei den Olympischen Spielen in Melbourne in der Qualifikation aus.
Bei den British Empire and Commonwealth Games 1962 in Perth wurde sie jeweils Fünfte im Kugelstoßen und im Diskuswurf.
1956 und 1962 wurde sie Australische Meisterin im Kugelstoßen.

## Persönliche Bestleistungen
- Kugelstoßen: 14,01 m, 1962
- Diskuswurf: 50,61 m, 22. Februar 1964, Sydney